# Arielfregattvogel

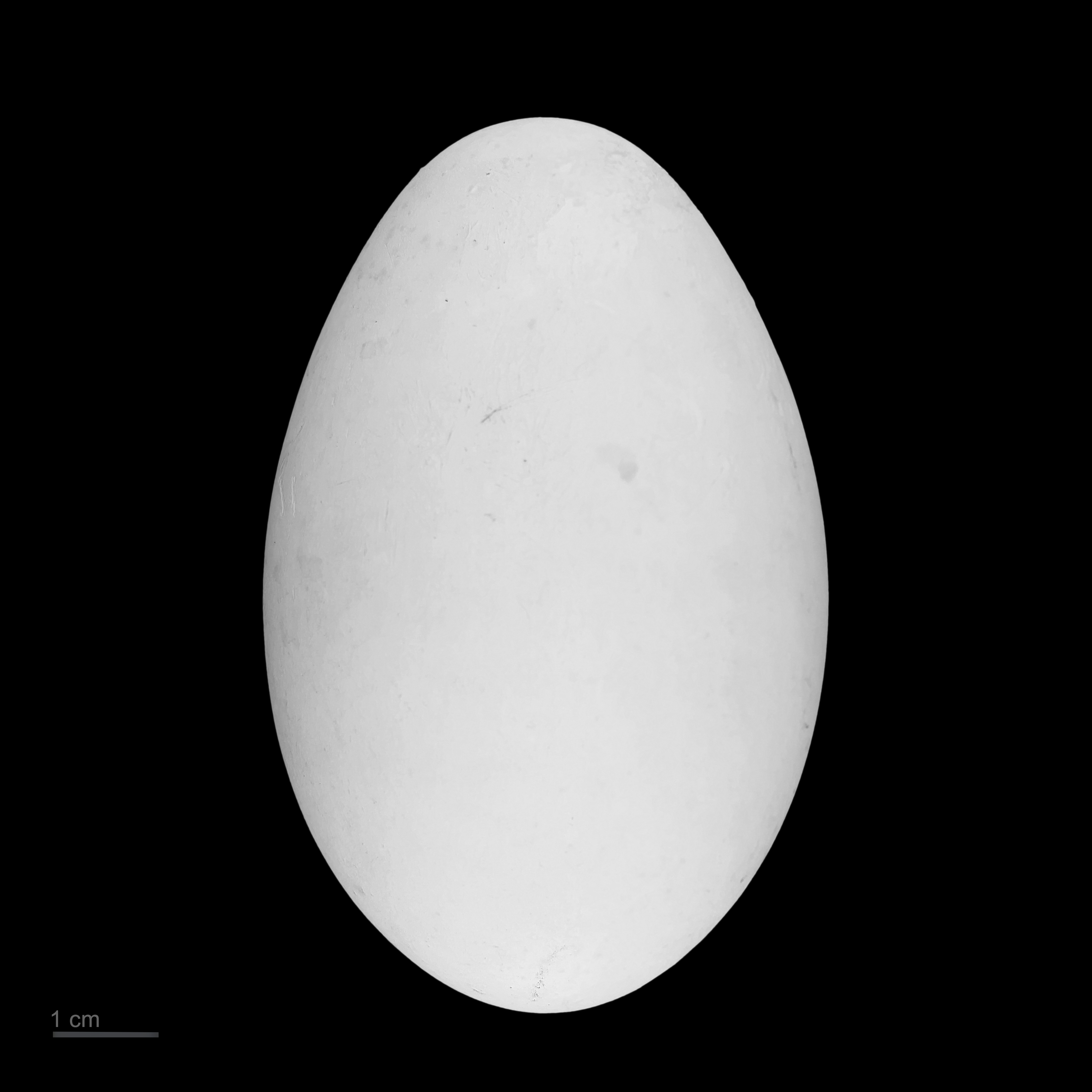
Ei des Arielfregattvogels (Fregata ariel) – Sammlung Jacques Perrin de Brichambaut im Museum von Toulouse

Der Arielfregattvogel (Fregata ariel) ist ein Meeresvogel aus der Familie der Fregattvögel (Fregatidae) und die kleinste Art der Familie. Arielfregattvögel sind in den tropischen Gewässern des Pazifiks weit verbreitet. Sie kommen außerdem in einer kleinen Region vor der atlantischen Küste Brasiliens vor.
Die IUCN stuft den Arielfregattvogel als nicht gefährdet (least concern) ein und schätzt den Bestand auf 200.000 geschlechtsreife Individuen.

## Merkmale
Er erreicht eine Körperlänge von 71 bis 81 cm und eine Flügelspannweite von 175 bis 193 cm. Männchen haben ein Gewicht von 625 bis 875 g, Weibchen werden 760 bis 955 g schwer. Das adulte Männchen ist vollständig schwarz mit einem grünlichen, bläulichen oder purpurnen Schimmer. Bei den Weibchen ist die obere Brust weiß.
Arielfregattvögel suchen einzeln oder lockeren Trupps ausschließlich über tropischen Gewässer nach Nahrung. Sie fliegen gewöhnlich sehr hoch über der Wasseroberfläche und sind geschickte und wendige Flieger. Im Flug wechseln sich weit ausholende Flügelschläge mit langen Gleitphasen ab. Häufig folgen sie Booten und Schiffen. Außerhalb der Fortpflanzungszeit sind sie nur äußerst selten an Land zu beobachten. Über dem Meer sind sie gewöhnlich still, in den Brutkolonien sind von ihnen Pfiffe, kreischende und quietschende Lautäußerungen zu hören.

## Unterarten und Verbreitung
Es gibt drei sehr ähnliche Unterarten, die sich nur in Flügelspannweite und Schnabellänge unterscheiden.
- Fregata ariel ariel, zentraler und östlicher Indischer Ozean, westlicher und zentraler Pazifik.
- Fregata ariel iredalei, westlicher Indischer Ozean.
- Fregata ariel trinaitatis, südlicher Atlantik, brütet nur auf Trindade.

## Lebensweise
Arielfregattvögel leben über tropischen Meeren (Wassertemperatur über 22 °C) und brüten auf kleinen, festlandfernen Inseln. Sie ernähren sich vor allem von 10 bis 20 cm langen Fliegenden Fischen (Exocoetidae) und Fliegenden Kalmaren (Ommastrephidae). Dabei tauchen sie nur mit dem Schnabel ins Wasser ein. Gefangene Fische werden noch im Flug im Schnabel gedreht und dann mit dem Kopf zuerst verschluckt. Daneben fressen sie Eier und Küken anderer Seevögel und Aas. Vor allem die Weibchen stehlen anderen Seevögeln wie vor allem Seeschwalben und Tölpeln den Fang (Kleptoparasitismus).
Junge Arielfregattvögel, die im südlichen Zentralpazifik beringt wurden, zogen mit den vorherrschenden Winden in das Korallenmeer nordöstlich von Australien, dann nördlich über Neuguinea zu den Philippinen, einige auch weiter bis nach Japan.

## Fortpflanzung
Arielfregattvögel gehen eine monogame Paarbeziehung ein, die allerdings vermutlich nur eine Fortpflanzungsperiode währt. Erfolgreich brütende Arielfregattvögel ziehen nur jedes zweite Jahr einen Jungvogel groß. Vermutlich brüten sie erstmals in einem Lebensalter von vier bis fünf Jahren. Beide Elternvögel brüten und sind an der Versorgung des Jungvogels beteiligt. Noch während der Balz verbleibt ein Elternvogel immer am Niststandort, nach der Eiablage treffen die Elternvögel nur noch aufeinander, wenn sie sich bei der Brut ablösen.
Arielfregattvögel nisten in Kolonien auf kleinen Inseln in Büschen und Mangroven, auch in niedrigerer Vegetation als der Bindenfregattvogel (F. minor); auf einigen Inseln, wie Rawaki und den Line Islands auch auf dem Boden. Die Fortpflanzung fällt oft in die Trockenzeit. Die Brutkolonien sind häufig gemischt mit anderen Ruderfüßern. Das Nest ist eine aus Zweigen und Ästen bestehende Plattform. Das Nistmaterial wird überwiegend vom Männchen gesammelt und vom Weibchen gebaut. Der Höhepunkt der Bauaktivität fällt in die ersten zehn Tage der Balz, jedoch bauen Arielfregattvögel häufig an dem Nest weiter, bis der Jungvogel schlüpft.
Das Gelege besteht aus einem Ei, das etwa 45 Tage bebrütet wird. Die Küken sind zunächst nackt, später wachsen ihnen weiße Daunen. Sie werden nach 20 bis 24 Wochen flügge und danach noch etwa vier bis sechs Monate von den Eltern betreut. Auf Aldabra schlüpften aus 297 Eiern lediglich 59 Küken, von denen 36 flügge wurden. Damit betrug der Fortpflanzungserfolg auf dieser Insel lediglich 12 Prozent. Generell wird unterstellt, dass der Bruterfolg negativ mit der Nestdichte korreliert ist. Knapp ein Drittel der Todesfälle von Küken war darauf zurückzuführen, dass ein nicht verpaartes Männchen das Nist okkupierte. Auf der Weihnachtsinsel sind verwilderte Katzen wesentliche Prädatoren von Arielfregattvögeln.

## Belege

### Einzelbelege
1. ↑   Higgins, S. 922
2. ↑   Factsheet auf BirdLife International
3. ↑   Higgins, S. 923
4. 1 2   Higgins, S. 924
5. ↑   Higgins, S. 926